# سيدي أحمد أو عبد الله
سيدي أحمد أو عبد الله هي جماعة قروية في إقليم تارودانت بجهة سوس ماسة في جنوب المغرب. وهي تضم 3833 نسمة، حسب الإحصاء العام للسكان والسكنى لسنة 2014.

## دواوير الجماعة
- دوار أسكستو
- دوار دو إغير
- دوار إيماريضن
- دوار أزور
- دوار تكنزة
- دوار تاوريرت إدوافينيس
- دوار واوفنغا
- دوار أكرضان
- دوار صداص
- دوار أورير
- دوار تديزيو
- دوار إفيسك
- دوار توريرك نوبركا
- دوار أكادير نتيكوين
- دوار أزوران
- دوار توريرت نتزضين
- دوار أكلكال
- دوار تيلوا
- دوار إغيل نصيبر
- دوار أدينار
- دوار إغيل نكيا

## التعليم
قائمة المؤسسات التعليمية في جماعة سيدي أحمد أو عبد الله:
- مجموعة مدارس اليرموك (المركزية: ايماريضن / الوحدات: تاوريرت - دو إغير - واوفنغا - صداص - أسكستو)
- مجموعة مدارس أكلكال (المركزية: ازوران / الوحدات:  تيديزيو -  أكادير تكيوين - إغيل نصيبر - أدينار- إغيل نكيا - تليوا)

## الصحة
قائمة المؤسسات الصحية في جماعة سيدي أحمد أو عبد الله:
- المركز الصحي الجماعي
- المستوصف القروي أكلكال

## النقل والطرق
- الطريق الوطنية رقم 7، والتي تمر على دواوير دو إغير - إيماريضن - أزور - تكنزة - تاوريرت - واوفنغا
- الطريق من تيوت إلى دوار أورير طريق معبد
- الطريق غير معبد إبتدءاً من دوار أورير إلى دواوير أكادير نتيكوين - أكلكال - تيلوا - إغيل نصيبر - أدينار- إغيل نكيا

## وصلات خارجية
- الصفحة الرسمية لجماعة سيدي أحمد أو عبد الله في فايسبوك